# 今日以色列報
今日以色列報（希伯來語：‎，羅馬化：Yiś°råʾel Haẏŵm）是以色列全國性的希伯來語免費日報。

## 概述
今日以色列報於2007年首次出版，是以色列發行最廣的報紙。今日以色列報由謝爾登·阿德爾森的家人擁有，謝爾登·阿德爾森是班傑明·納坦雅胡的私人朋友和恩人。今日以色列報在以色列各地免費分發。
2021年1月，沙烏地阿拉伯裔美國籍獨立學術研究員納賈特·賽義德成為第一個加入今日以色列報的來自波斯灣阿拉伯國家的人。
截至2021年，今日以色列報的工作日讀者曝光率為31%，其次是新消息報為23.9%，國土報為4.7%。